# キャサリン・ガン事件
キャサリン・ガン事件（キャサリン・ガンじけん）とは、イギリスGCHQの職員であるキャサリン・ガンが、NSAからGCHQに送られたメールをリークした事件である。この事件によって、国際連合安全保障理事会理事国代表に対する通信傍受によってアメリカとイギリスがイラク戦争開戦を有利に進めようとしたことが明らかになって政治問題となった。

## 当時の状況
イラク戦争の迫っていた2003年、国連安保理では、イラクに対する軍事制裁決議を求めるアメリカ、イギリスと反対するフランス、ロシアに分かれており、その中、非常任理事国である6カ国(アンゴラ、カメルーン、ギニア、チリ、パキスタン、メキシコ)の動向が注視されていた。
NSAは、上記の旨記したうえで、この6カ国の動向を探るべく、国連代表部の事務所や、職員の自宅の通信を傍受することを求めるメールをGCHQに送った。

## リーク
ガンは高度な意識と義務を要求される情報機関の職員であったが、自分はイラク戦争について反対だからという理由でこのメールをリークした。
3月2日オブザーバー紙は一面に大きくこのことを載せ、アメリカの「汚い手口(dirty tricks)」として、国連代表に対する通信傍受が行われたようだと報じた。
3月9日、ガンは機密漏洩の疑いで逮捕された。イギリス政府はこのメールの真偽確認を拒否したが、逮捕は、メールが本物であると認めたに等しい。ガンは解雇のうえ、機密法に違反するとして告訴された。ガンは、この行動はどこからの依頼でもなく自分の判断によるものであり、自分はイラク戦争に反対で、行動は正しいものと確信していると述べた。ガンのこの行動は、イラク戦争に反対する人々に大いに支持され、一種のヒロインのようにされた。
2004年2月に法廷は開かれたが、検事側が証拠提出をしなかったため、うやむやのまま裁判は終了となり、ガンは無罪放免となった。検事側が証拠提出をしなかったのは、事が秘匿されるべき情報活動に及ぶことと、イラク戦争の正当性について派手な法廷闘争を行うことを忌諱したからだと思われる。

## 通信傍受の実際
明らかになったのは依頼のメールだけで、実際に通信傍受が行われたのかどうかは定かでない。国連代表に対する通信傍受はウィーン条約に抵触するが、冷戦時代から考えて、それは珍しいことではない。